# Senta Aralha (Alta Garona)
Senta Aralha (francès Saint-Araille) és un municipi francès situat al departament de l'Alta Garona i a la regió d'Occitània.